# Connexion Live
Albums de Elsa
De lave et de sève
(2004) Elsa Lunghini
(2008)
Connexion live est le 1er album live de la chanteuse Elsa Lunghini après 5 albums studio. Il est disponible à la fois en version DVD et en version CD.
Ce concert est principalement constitué de titres issus de ses 2 derniers albums studio (Chaque jour est un long chemin et De lave et de sève) mais on y trouve aussi 3 titres de son 1er album : T'en va pas, Quelque chose dans mon cœur et Jamais nous ainsi qu'un titre en anglais issu de son album Everyday.
Cet album a été enregistré lors de la série de concerts qu'Elsa a donné à l'Européen de Paris en septembre 2005.

## Liste des titres
| no  | Titre                       | Durée      |
| --- | --------------------------- | ---------- |
| 1.  | À quoi ça sert              | 4 min 20 s |
| 2.  | On tombe                    | 3 min 15 s |
| 3.  | Sous ma robe                | 5 min 25 s |
| 4.  | Le soir                     | 4 min 33 s |
| 5.  | Jacques est maniaque        | 3 min 26 s |
| 6.  | Le temps tourne à l'orage * | 3 min 25 s |
| 7.  | Chaque jour                 | 4 min 28 s |
| 8.  | Quelque chose dans mon cœur | 3 min 47 s |
| 9.  | Canada coast                | 3 min 56 s |
| 10. | Pris dans le système        | 3 min 33 s |
| 11. | L'autre moitié *            | 4 min 05 s |
| 12. | Jamais nous                 | 4 min 25 s |
| 13. | Lune noire                  | 3 min 52 s |
| 14. | L'or et la poussière        | 3 min 21 s |
| 15. | Mon amour                   | 3 min 52 s |
| 16. | T'en va pas                 | 4 min 17 s |
| 17. | Connexions                  | 3 min 20 s |
| 18. | Un désir                    | 5 min 28 s |
| 19. | Éternité                    | 3 min 57 s |
| 20. | Pour une vue du paradis     | 4 min 11 s |

* Ces 2 titres ne sont disponibles que sur la version DVD du concert

## Anecdotes
- Un désir existe aussi en version studio, disponible un temps via l'opendisc de De lave et de sève, elle est désormais introuvable car l'opendisc a fermé.
- Éternité existe aussi en version studio, disponible uniquement sur un CD promo du même non paru en 2005.
- Canada coast existe aussi en version studio, disponible uniquement sur Everyday.